# 比蒂察
51°0′12″N 34°56′16″E / 51.00333°N 34.93778°E
比蒂察（烏克蘭語：Битиця）是位於烏克蘭東北部的村莊，由蘇梅州蘇梅區的蘇梅市鎮負責管轄。該村處於普肖爾河右岸，距離米基利斯凱4.5公里，海拔高度137米，2001年人口437。